# Wygonoszcza
Wygonoszcza (biał. Выганашчы, Wyhanaszczy; ros. Выгонощи, Wygonoszczi) – wieś na Białorusi, w obwodzie brzeskim, w rejonie iwacewickim, w sielsowiecie Telechany, nad Kanałem Ogińskiego.
W miejscowości działa parafia prawosławna pw. Opieki Matki Bożej.

## Warunki naturalne
Wygonoszcza położone są wśród lasów i bagien, przy granicy Wygonowskiego Rezerwatu Krajobrazowego. Kilka kilometrów na północ od wsi znajduje się jedno z największych jezior Białorusi – Jezioro Wygonowskie.

## Historia
Wieś istniała już w połowie XVI w.
Właścicielem wsi był hetman wielki litewski Michał Kazimierz Ogiński, który w 1785 ufundował tu cerkiew unicką pw. Opieki NMP (po zaborach już w 1795 przejęta przez prawosławnych). W wyniku III rozbioru Rzeczypospolitej Wygonoszcza znalazły się w Imperium Rosyjskim. W XIX wieku położone były w guberni mińskiej, w powiecie pińskim.
W dwudziestoleciu międzywojennym miejscowość leżała w Polsce, w województwie poleskim, w powiecie kosowskim/iwacewickim, w gminie Telechany. Po II wojnie światowej w granicach Związku Radzieckiego. Od 1991 w niepodległej Białorusi.